# Jakowlew Jak-3
Jakowlew Jak-3 (russisch Яковлев Як-3) war die Bezeichnung eines einsitzigen sowjetischen Jagdflugzeugs aus dem Zweiten Weltkrieg.

## Die erste Jak-3 (1941)
Das erste Flugzeug, das die Bezeichnung Jak-3 erhielt, war ein Ganzmetall-Jagdflugzeug, das 1940 als Parallelentwicklung zur Jak-1 entstand. Der größte Unterschied zu dieser bestand in der erstmals im OKB Jakowlew verwendeten Ganzmetallbauweise, während die Jak-1 eine Holz-Metall-Gemischtkonstruktion war. Weitere Unterschiede bestanden in einer stärkeren positiven V-Stellung der äußeren Tragflächen sowie der Verwendung von automatischen Vorflügeln. Als Antrieb diente ein 775-kW-Motor vom Typ M-105P mit einem Kompressor E-100 zur Leistungserhaltung in größeren Höhen. Es entstanden zwei anfangs als I-30 bezeichnete Prototypen, die über eine ungewöhnlich schwere Bewaffnung verfügten. Der erste war mit drei 20-mm-Maschinenkanonen SchWAK – eine in der Motorwelle, die anderen in den Tragflächeninnenseiten – sowie zwei 7,62-mm-Maschinengewehren SchKAS in den äußeren Flächen ausgerüstet. Der zweite erhielt darüber hinaus noch zwei zusätzliche SchKAS-MG. Weiterhin wurde bei ihm der Rumpfkühler etwas nach hinten versetzt und der Ölkühler wie bei der späteren Jak-3 ins Rumpfinnere verlegt.
Die Erprobung erfolgte im Frühjahr 1941 durch P. Fjodorow, während der die Bezeichnung in Jak-3 geändert wurde. Im Verlauf der Tests wurde in Bodennähe eine Höchstgeschwindigkeit von 490 km/h und in 4750 Metern 584 km/h erzielt, die Steigzeit auf 5000 Meter betrug sieben Minuten. Im Vergleich zur Jak-1 waren das schlechtere Leistungsdaten, da sich das verwendete Triebwerk des höheren Gewichts wegen – die Startmasse betrug 3130 Kilogramm – als zu schwach erwies. Deshalb und auch wegen der herrschenden Metallknappheit erfolgte kein Serienbau.

## Entwicklung und Einsatz
Ende des Jahres 1942, als während der Schlacht von Stalingrad auf deutscher Seite die neuen Bf 109 G und Fw 190 A-4 erstmals eingesetzt wurden, begann das Entwicklungsbüro Jakowlew mit den Projektierungsarbeiten zur Leichterung und Verbesserung der Jak-Serie. Diese Maschine war eine Weiterentwicklung der Jak-1M mit um 300 kg reduzierter Masse und um 3,00 m² verringerter Flügelfläche. Chefkonstrukteur Jakowlew, zur damaligen Zeit auch stellvertretender Volkskommissar (Minister) für die Luftfahrtindustrie, schreibt in seinen Memoiren, dass ihn seit Ende 1942 die Idee bewegte, das perfekte Jagdflugzeug zu schaffen. Der Schlüssel lag in der kompromisslosen Reduzierung der Masse des Flugzeugs. Seit dem Beginn der militärischen Flugzeugentwicklung wurden die Jagdflugzeuge zwar schneller, führten Funkgeräte und eine stärkere Bewaffnung mit sich, wurden zugleich aber immer schwerer und brauchten deshalb auch immer stärkere Motoren, die ihrerseits schwerer als ihre Vorgänger waren und mehr Treibstoff verbrauchten. Um aus diesem Teufelskreis auszubrechen, wurde unter Berücksichtigung der angespannten Situation der sowjetischen Massenproduktion in Kriegszeiten, die keine Zeit für Produktionsumstellungen oder Umschulungen der Arbeitskollektive erlaubte, die Jak-1 als Ausgangsmodell in Hinblick auf deren Gewicht und Aerodynamik überarbeitet. Die Flügelfläche wurde auf 14,5 m² verringert (Jak-1: 17,5 m²). Die Aerodynamik konnte durch die Verlegung des Wasser- und Ölkühlers ins Innere bzw. in die Tragflügelwurzeln, ein komplett einziehbares Fahrwerk und eine strömungsgünstige Kabinenverglasung verbessert werden. Sämtliche Flugzeugteile wurden auf eine mögliche Gewichtsreduzierung untersucht. Durch die Verwendung von Holmen aus Duraluminium in den Tragflächen konnte schließlich erreicht werden, dass die Jak-3 mit 2650 kg Startgewicht das leichteste Jagdflugzeug auf dem europäischen Kriegsschauplatz wurde.
Die Flugerprobung begann im April 1943 und im Frühjahr 1944 wurden im Saratower Werk 292 die ersten Flugzeuge gebaut. Die Jak-3 wurde ab Sommer 1944 an die Streitkräfte ausgeliefert. Die Jak-3 erreichte eine Spitzengeschwindigkeit von 646 km/h in 4650 m Höhe. Die Angaben für die Geschwindigkeit in Bodennähe schwanken zwischen 570 km/h und 590 km/h.

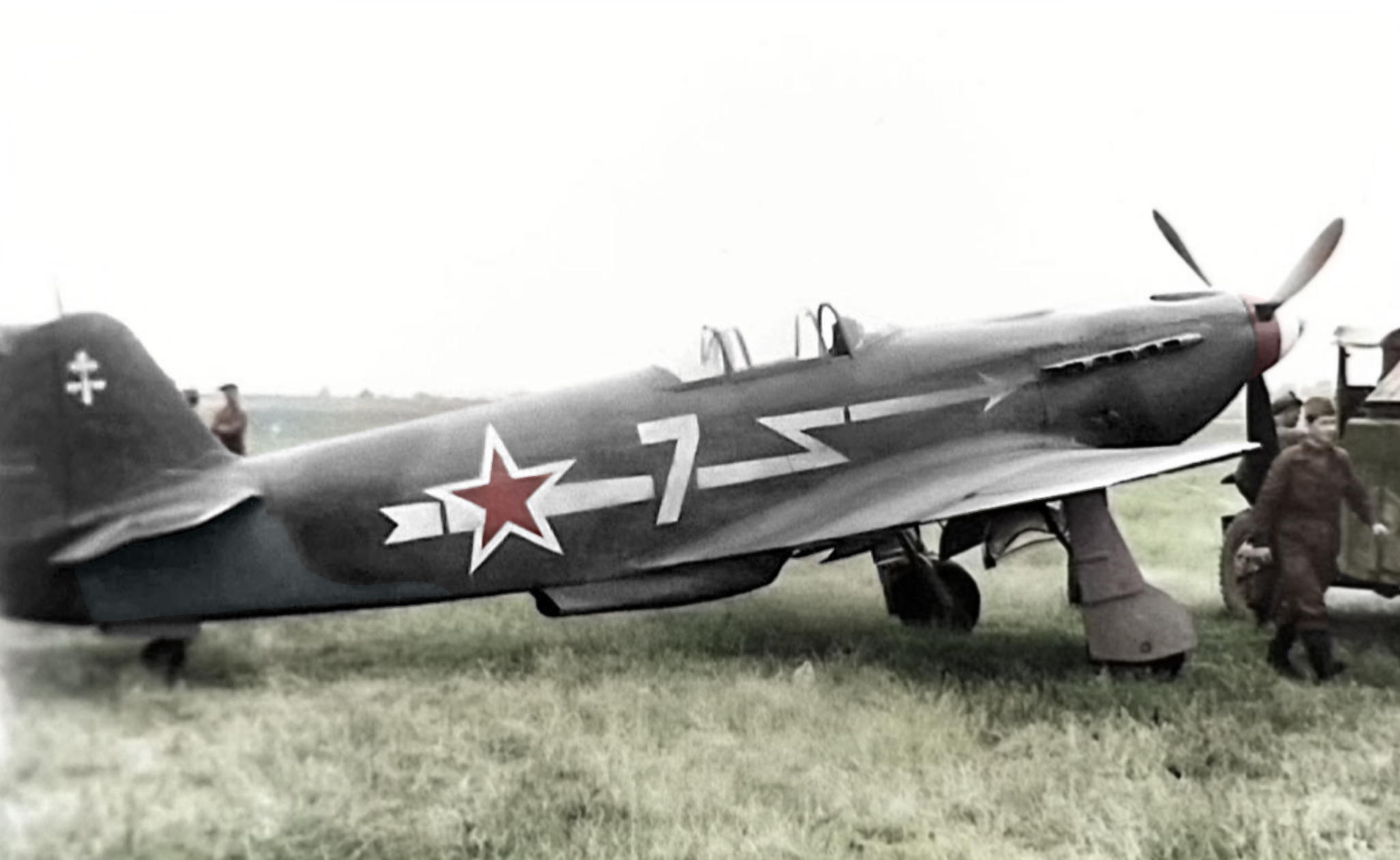
Jak-3 des Geschwaders Normandie-Njemen während des 2. Weltkriegs

Als der Einsatz begann, zeigte sich die Jak-3 der damals ebenfalls eingesetzten Messerschmitt Bf 109 G in puncto Wendigkeit und Steigfähigkeit bis 4000 m Höhe gewachsen oder auch überlegen. Kein Flugzeug konnte engere und dazu noch schnellere Kreise fliegen, auch zeigte  sie nicht das kritische Abfangverhalten der Bf 109G, die dabei zum Strömungsabriss neigte. Allein die Reichweite ließ jedoch zu wünschen übrig, war aber für einen Frontjäger völlig ausreichend. Die überlegene Kurvenkampffähigkeit führte im Herbst 1944 schon nach kurzer Einsatzzeit des neuen Jägers dazu, dass das deutsche Luftwaffenoberkommando den Befehl ausgab, Luftkämpfe mit der Jak-3 („Jak ohne Ölkühler)“ unter 5000 m Höhe zu vermeiden. Die Hauptaufgabe der Jak-3 bestand im Zusammenwirken mit den Bodentruppen. Sie schützte als Begleitjäger die in großer Zahl eingesetzten Schlacht- und Bombenflugzeuge der Typen Iljuschin Il-2 und Petljakow Pe-2 vor gegnerischen Jägern, diente selbst als leichter Bomber sowie als schnell und steil startender Abfangjäger für geringe und mittlere Höhen. Alle Jak-3 wurden ab Werk mit einer dicken Schicht Wachspolitur versehen, um die Geschwindigkeit zu erhöhen. Nach einem Vergleichsfliegen für ein Nachfolgemuster für die Jak-9 mit Supermarine Spitfire und US-amerikanischen Jagdflugzeugen entschied sich das aus französischen Piloten gebildete Jagdfliegerregiment Normandie-Njemen für die Jak-3, die es im Oktober 1944 erhielt. Außerdem wurde das Muster im 1. polnischen Jagdfliegergeschwader „Warszawa“ geflogen. Einige wenige Jak-3 konnten von der Luftwaffe flugtauglich erbeutet oder wieder flugtauglich gemacht werden. Sie wurden in der 2./Versuchsverband Ob.d.L. getestet.
Insgesamt wurden 4848 Maschinen dieses Typs gebaut. Nach Kriegsende wurde die Jak-3 auch an osteuropäische Staaten in der sowjetischen Einflusssphäre abgegeben.
Ende 1944 erschien eine als Jak-3A bezeichnete Ganzmetallausführung mit dem WK-107A-Motor. Sie erreichte eine Geschwindigkeit von 720 km/h bei 2984 kg Startgewicht. Diese Version wurde allerdings nur in einer kleinen Serie von weniger als 100 Stück gebaut. In der zweiten Hälfte des Jahres 1944 entstand noch eine Versuchsmaschine mit Zusatzantrieb durch ein Raketentriebwerk RD-1ChS (300kp Schub), mit dem die als Jak-3RD bezeichnete Maschine als Objektschutz-Abfangjäger verwendbar sein sollte. Mit diesem Antrieb wurden 780 km/h erreicht, Mitte 1945 aber die Arbeiten an diesem Mischantriebskonzept eingestellt.

## Die Jak-3 heute

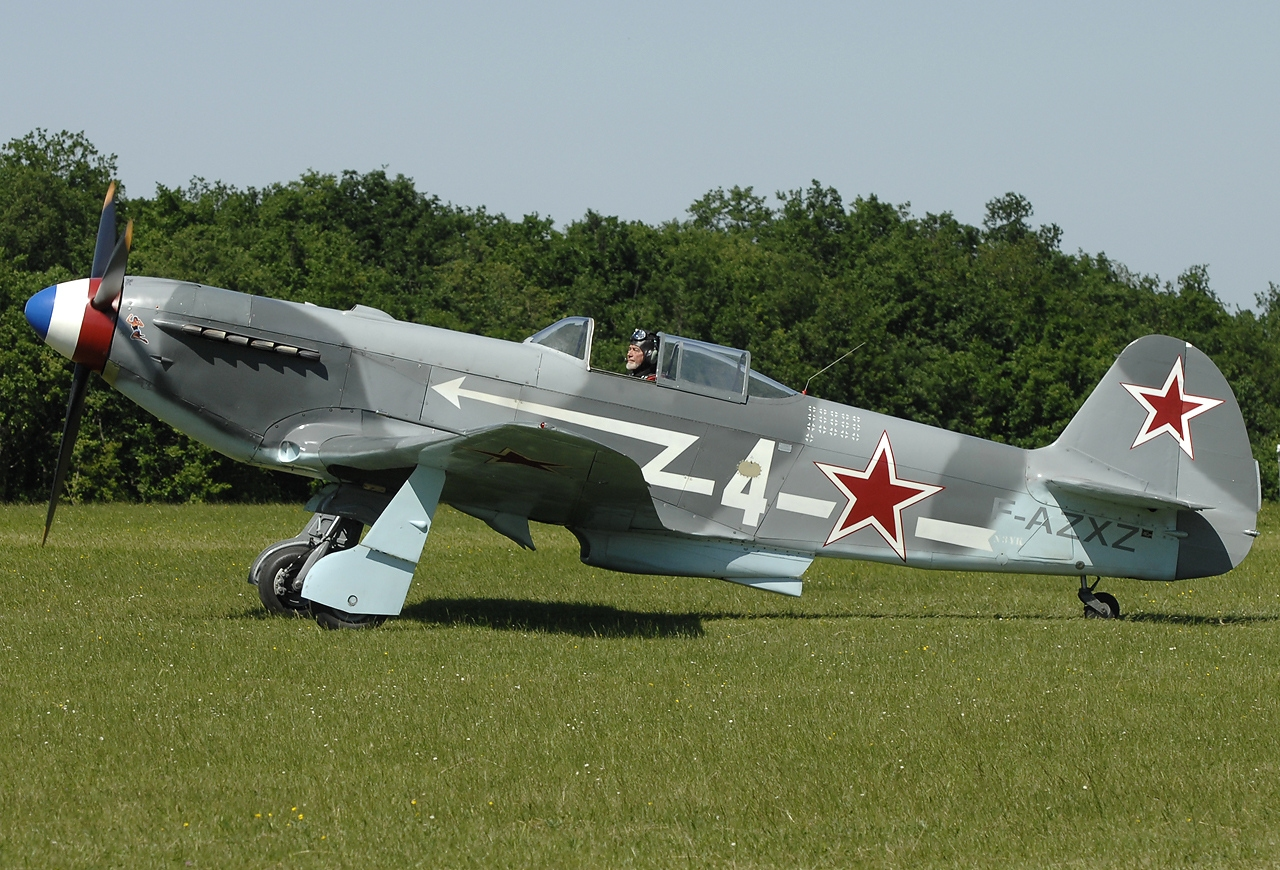
Jakowlew Jak-3U A

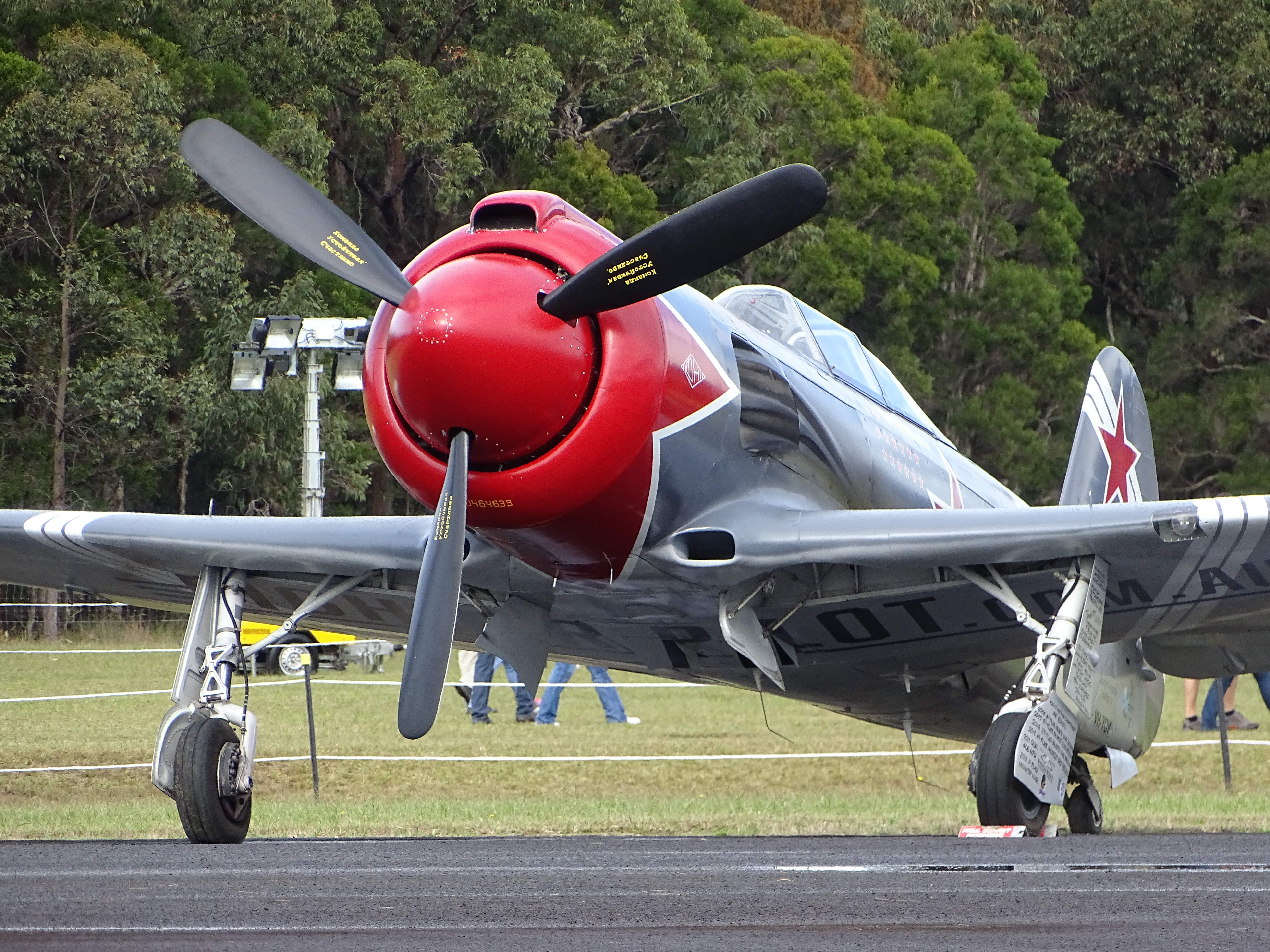
Jakowlew Jak-3U PW

Die Produktion endete zwar 1946, dennoch war dies nicht das Ende dieses Typs. Im Jahr 1991 bat das Flugmuseum in Santa Monica (Kalifornien) Jakowlew um eine neue Serie von Jak-3. Die Produktion begann in Orenburg mit den Originalplänen und -werkzeugen. Die neue Version der Jak-3 erhielt zunächst die Bezeichnung Jak-3M, später wurden die Maschinen mit Allison-Motoren als Jak-3U A und die mit Pratt&Whitney-Motoren als Jak-3U PW bezeichnet. 2010 waren fünf flugfähige Jak-3U A verfügbar.

## Varianten
Jak-3Hauptvariante; ab 1944 zugeführt, Motor WK-105PF-2.
Jak-3A (WK-107A)Version mit Klimow-WK-107A-Motor mit 1.230 kW (1.650 PS) und zwei 20-mm-Maschinenkanonen Beresin B-20. Die Erprobung erfolgte im Oktober 1944 durch A. B. Jumaschew. Nur 48 (etwa 100) Exemplare wurden von 1944 bis 1946 hergestellt. Der Typ überzeugte durch ausgezeichnete Leistungen (720 km/h in 5.750 m Höhe), jedoch neigte der Motor in diesem Flugzeug zur Überhitzung und wurde daher für die besser geeignete Jak-9 reserviert.
Jak-3 (WK-108)Prototyp mit einem WK-108 mit 1.380 kW (1.850 PS) Leistung, bewaffnet mit einer 23-mm-Maschinenkanone Nudelman-Suranow NS-23 mit 60 Schuss. Während der Tests konnte eine Höchstgeschwindigkeit von 745 km/h in 6.290 m Höhe und eine Steigzeit von 3,5 Minuten auf 5000 Meter erreicht werden, doch der Motor überhitzte zu stark. Eine zweite Testkonfiguration mit zwei 20-mm-Maschinenkanonen Beresin B-20 der Jak-3A litt unter denselben Problemen. Der Erstflug erfolgte am 19. Dezember 1944 durch W. L. Rastorgujew. Die WK-108 war die schnellste reine Kolbenmotor-Ausführung der Jak-3.
Jak-3KPanzerknacker, bewaffnet mit einer 45-mm-Kanone NS-45. Da die Jak-9K besser mit dieser Waffe harmonierte, wurden nur wenige Exemplare gebaut.
Jak-3PBewaffnet mit drei 20-mm-Maschinenkanonen Beresin B-20, betrug der Kampfsatz 120 Schuss für die mittlere und je 130 Schuss für die beiden seitlichen Kanonen. Diese Bewaffnungvariante war – mit vollem Kampfsatz – überraschenderweise 11 kg leichter als die der normalen Jak-3, und die Geschossmasse eines einsekündigen Feuerstoßes übertraf mit 3,52 kg diejenige der meisten anderen Jagdflugzeuge des Zweiten Weltkrieges. Zwischen dem 23. März und 4. April 1945 absolvierte der NII-WWS-Testpilot W.G. Iwanow umfangreiche Testflüge mit dem Prototyp. Durch die Evaluierung der schwerwiegenden Mängel am Flugzeug konnte ab August 1945 ein standardisiertes Serienmodell gefertigt werden. Die Serienfertigung dauerte bis Mitte 1946 an und umfasste insgesamt 596 Stück.
Jak-3PDHöhenjäger mit dem Klimow WK-105PD (1.170 PS), bewaffnet mit einer NS-23-Maschinenkanone mit 60 Schuss. Die Jak-3PD erreichte eine Gipfelhöhe von 13.300 m. Keine Serienproduktion, da der leistungsgesteigerte WK-105PD nicht die geforderte Zuverlässigkeit erreichte.
Jak-3RD (Jak-3D)Versuchsmaschine mit Zusatzantrieb durch ein Flüssig-Raketentriebwerk vom Typ Gluschko RD-1ChS (РД-1ХЗ) oder auch SchRD-1 (ЖРД-1) mit 2,9 kN Schub. Die Triebwerksbezeichnung steht für Chimitscheskije Saschiganije (Химические Зажигание, chemische Zündung) oder Schidkostny Raketny Dwigatel (Жидкостный Ракетный Двигатель, Flüssigkeitsraketentriebwerk). Das Raketentriebwerk wurde in das entsprechend geänderte Heck eingebaut; die dafür benötigten Treibstoff- und Salpetersäurebehälter wurden in den Tragflächen untergebracht. Bewaffnet war sie mit einer NS-23 mit 60 Schuss. Die Erprobung begann im Dezember 1944. Am 11. Mai 1945 erreichte die Jak-3RD bei drei- bis vierminütiger Brenndauer des Zusatzantriebes 782 km/h in 7800 m Höhe. Aus unbekannten Gründen stürzte der Testpilot W. L. Rastorgujew beim 21. Testflug am 16. August 1945 ab und verlor dabei sein Leben. Da inzwischen die Entwicklung strahlgetriebener Jagdflugzeuge weiter vorangeschritten war, wurde das Projekt aufgegeben.
Jak-3TPanzerknacker, bewaffnet mit einer 37-mm-Kanone Nudelman N-37 mit 25 Schuss Munitionsvorrat und zwei 20-mm-Beresin-B-20S-Maschinenkanonen mit je 100 Schuss. Die Holz-Metall-Tragflächen wurden durch solche aus Ganzmetall ersetzt. Erprobt wurde sie von Anfang bis Frühjahr 1945. Durch den Einbau der N-37 wurde das Flugzeug kopflastig; zum Ausgleich wurde deshalb das Cockpit um 40 cm nach hinten gesetzt. Um den Einbau der N-37 zu ermöglichen, mussten größere Änderungen am Motor und den Nebenaggregaten vorgenommen werden, die zu Kühlproblemen führten. Diese Probleme konnten nicht zufriedenstellend gelöst werden, und die Jak-3T blieb ein Prototyp.
Jak-3T-57Jak-3T mit einer 57-mm-Kanone OKB16-57 anstelle der N-37. Die OKB16-57 wurde auch als N-57 bezeichnet, da Nudelman im OKB16 tätig war, und war eine vergrößerte Version der N-37.
Jak-3TKMotor WK-107A mit Abgasturbolader. 1945.
Jak-3UJak-3-Ganzmetallversion mit dem bereits in der La-5FN verwendeten luftgekühlten Sternmotor ASch-82FN mit 1.380 kW (1.850 PS), um die Leistung zu erhöhen und dabei die Kühlprobleme der WK-107 und WK-108 zu vermeiden. Die Spannweite wurde um 20 cm vergrößert und die Tragflächen um 22 cm nach vorn versetzt, um die veränderte Schwerpunktlage auszugleichen. Außerdem wurde das Cockpit um acht Zentimeter angehoben, um dem Piloten trotz des bulligen Sternmotors weiterhin eine gute Sicht bei Start und Landung zu ermöglichen. Bewaffnet war sie mit zwei 20-mm-Maschinenkanonen Beresin B-20 mit je 120 Schuss. Der Prototyp erreichte während der Erprobung, die ab dem 12. Mai 1945 von P. Fjodorow durchgeführt wurde, 710 km/h in 6.100 m Höhe. Die Jak-3U kam zu spät, um noch in den Krieg eingreifen zu können; konsequenterweise wurde die Serienproduktion storniert.
Jak-3UTIEnde 1945 entwickelte zweisitzige Schulversion der Jak-3U; um Betriebskosten zu sparen mit dem 520-PS-7-Zylinder-Sternmotor Schwezow ASch-21 (ein „halber“ ASch-82). Die Bewaffnung bestand aus einem 12,7-mm-MG UBS und zwei Bomben (max. 100 kg). Der Erstflug erfolgte am 10. November 1945 durch P.M.Stefanowski. Aus der Jak-3UTI ging später die Jak-11 hervor.
Jak-3WHöhenjäger, über den nichts Näheres bekannt ist.
Jak-3U A (Jak-3M)Motor: Allison V-1710 mit 1.240 PS (912 kW); modernisierte Avionik. Ab 1991 gebaut.
Jak-3U PW (Jak-3M)Motor: Pratt & Whitney R-1830 mit 1.200 PS (883 kW); modernisierte Avionik. Ab 1991 gebaut.

## Militärische Nutzer
- Frankreich

Freie Französische Luftwaffe: Normandie-Njemen
- Jugoslawien

Volksbefreiungsarmee
- Polen

Lotnictwo Wojska Polskiego (Sowjetisch kontrollierte Polnische Luftstreitkräfte)
- Sowjetunion

Luftstreitkräfte der Sowjetunion

## Spitznamen
Wie einige andere Flugzeuge bekam auch dieses Spitznamen:
- Ubiza (убийца) – Killer
- Ostronosyi (остроносый) – spitz- oder scharfnasig

## Technische Daten

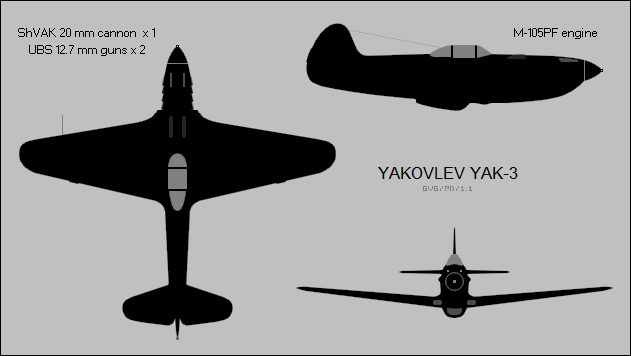
Jak-3

| Kenngröße                  | Daten                                                                             |
| -------------------------- | --------------------------------------------------------------------------------- |
| Besatzung                  | 1                                                                                 |
| Länge                      | 8,49 m                                                                            |
| Spannweite                 | 9,20 m                                                                            |
| Höhe                       | 2,42 m                                                                            |
| Flügelfläche               | 14,83 m²                                                                          |
| Flügelstreckung            | 5,7                                                                               |
| Leermasse                  | 2.105 kg                                                                          |
| max. Startmasse            | 2.660 kg                                                                          |
| Höchstgeschwindigkeit      | in Bodennähe 570 km/h in 3.100 m Höhe 655 km/h                                    |
| Steigzeit auf 5.000 m Höhe | 4,1 min                                                                           |
| Dienstgipfelhöhe           | 10.700 m                                                                          |
| Reichweite                 | 900 km                                                                            |
| Triebwerke                 | ein wassergekühlter Zwölfzylinder-V-Motor Klimow WK-105PF-2                       |
| Leistung                   | 1.360 PS (1.000 kW) Startleistung                                                 |
| Bewaffnung                 | eine 20-mm-Maschinenkanone SchWAK oder eine 23-mm-MK MP-23WW, zwei 12,7-mm-MG UBS |